# Pou (jeu vidéo)
Pour les articles homonymes, voir POU.
Pou est un jeu vidéo de type animal de compagnie virtuel développé par Paul Salameh et édité par Zakeh, sorti en 2012 sur iOS et Android. Le jeu a été téléchargé plus de 500 millions de fois sur Android.

## Système de jeu
Le concept est axé sur l’évolution de « pou », une crotte anthropomorphe de l’enfant à l’adulte en la nourrissant, la lavant et en la divertissant.